# Les Sorinières
 Les Sorinières  (en galó Lès Soreinèrr) es una comuna y población de Francia, en la región de País del Loira, departamento de Loira Atlántico, en el distrito de Nantes y cantón de Vertou.
Está integrada en la Communauté urbaine Nantes Métropole .

## Demografía
| 1821 | 2194 | 3149 | 4299 | 5174 | 6239 |
| Para los censos de 1962 a 1999 la población legal corresponde a la población sin duplicidades (Fuente: INSEE [Consultar]) |      |      |      |      |      |

Forma parte de la aglomeración urbana de Nantes.